# Estación de Puenteambia
Puenteambia (en gallego, y oficialmente según Adif, Ponteambia) es un apeadero ferroviario situado en la parroquia de Puente Ambía en el municipio español de Baños de Molgas en la provincia de Orense, comunidad autónoma de Galicia. El apeadero no dispone de servicios de viajeros desde el 23 de junio de 2013, con la supresión de los servicios de Media Distancia Orense - Puebla de Sanabria.

## Situación ferroviaria
La estación se encuentra en el punto kilométrico 219,052 de la línea férrea de ancho ibérico que une Zamora con La Coruña a 521 metros de altitud, entre las estaciones de Baños de Molgas y Paderne-Cantoña. El tramo es de vía única y está sin electrificar.

## Historia
La voluntad de unir Madrid, vía Medina del Campo con Vigo por el camino más corto posible es antigua y apareció plasmada en algunos anteproyectos como el de 1864. Sin embargo, el mismo descartaba dicha posibilidad al considerar que suponía "dificultades enormísimas" que superaban incluso "los de la bajada del puerto de Pajares en el ferrocarril de Asturias". Es por ello, que la estación no fue inaugurada hasta el 1 de julio de 1957 con la puesta en marcha del tramo Orense – Puebla de Sanabria de la línea Zamora-La Coruña vía Orense. Su explotación inicial quedó a cargo de RENFE cuyo nacimiento se había producido en 1941. 
Desde el 31 de diciembre de 2004 Renfe Operadora explota la línea mientras que Adif es la titular de las instalaciones ferroviarias.

## La estación
Puenteambia es un simple apeadero compuesto por un único andén en el que se encuentra un pequeño refugio. Carece de cualquier otro servicio o infraestructura. 

## Servicios ferroviarios
En el apeadero, realizaba parada un tren diario por sentido de Media Distancia, operado por Renfe y comercializado como MD, que conectaba las estaciones de Orense y Puebla de Sanabria y pertenecía a la línea 2 (Santiago de Compostela - Orense - Puebla de Sanabria) de la red de Media Distancia. Los servicios entre Orense y Puebla de Sanabria fueron suprimidos el 23 de junio de 2013, dentro de un plan de racionalización de servicios ferroviarios que acabó con la Obligación de Servicio Público. Desde esa fecha, el apeadero no dispone de servicio de viajeros.